# Pielenhofen

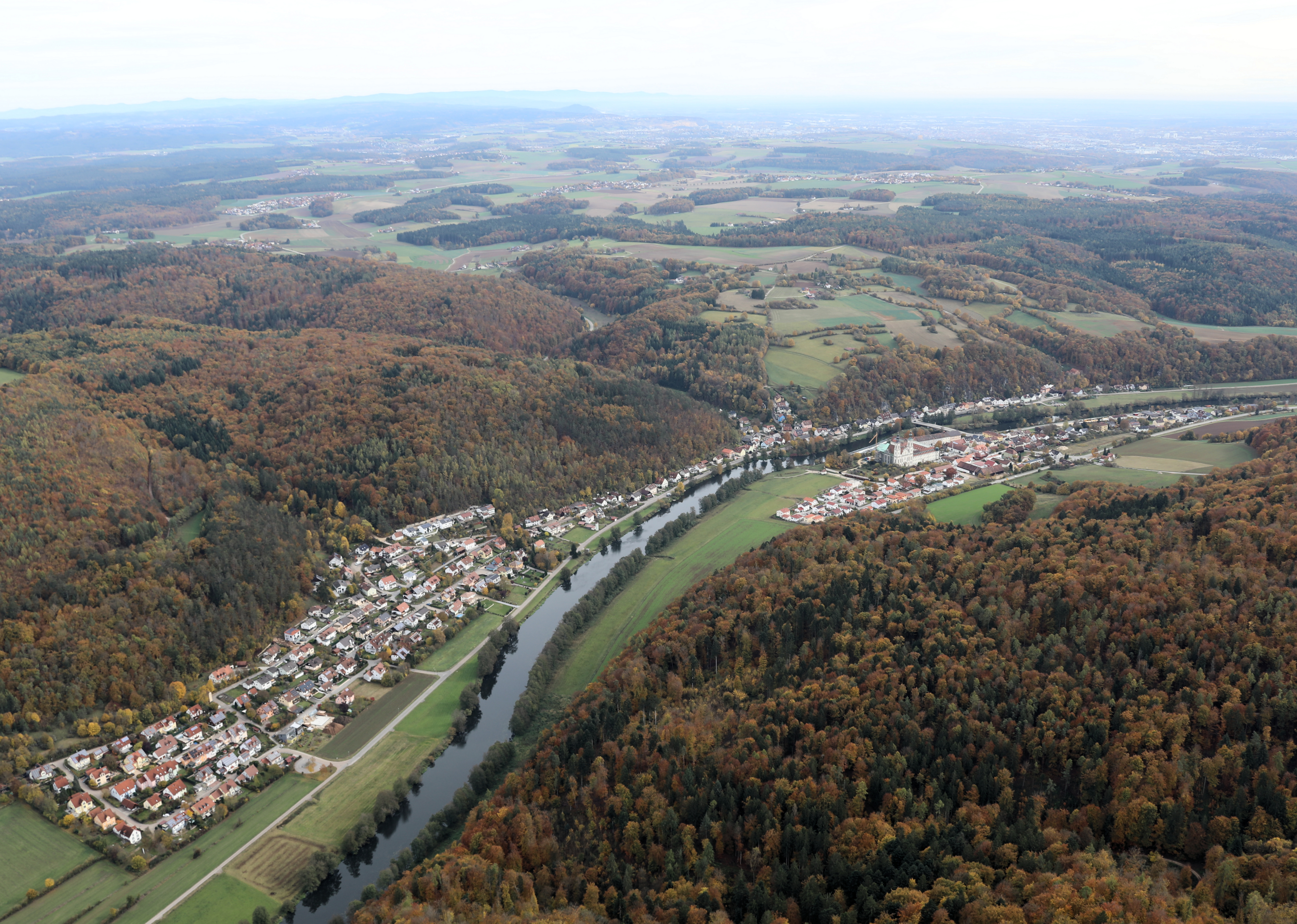
Pielenhofen (2023)

Pielenhofen ist eine Gemeinde im Oberpfälzer Landkreis Regensburg in Bayern. Die Gemeinde ist Mitglied der Verwaltungsgemeinschaft Pielenhofen-Wolfsegg.
Bekannt ist der Ort auch durch das Kloster Pielenhofen und die ehemalige Grundschule der Regensburger Domspatzen.

## Geografie

### Geografische Lage
Pielenhofen liegt in der Region Regensburg im Naabtal, umrahmt von steil abfallenden Jurafelsen.

### Gemeindegliederung
Es gibt zehn Gemeindeteile (in Klammern ist der Siedlungstyp angegeben):
- Aignhof (Einöde)
- Berghof (Weiler)
- Dettenhofen (Dorf)
- Distelhausen (Einöde)
- Freiung (Einöde)
- Pielenhofen (Pfarrdorf)
- Reinhardshofen (Weiler)
- Reinhardsleiten (Dorf)
- Rohrdorf (Dorf)
- Zieglhof (Weiler)

Es gibt die Gemarkungen Pielenhofen, Pielenhofer Wald l.d.Naab und Schwaighauser Forst (nur Gemarkungsteil 3).

## Geschichte

### Bis zum 19. Jahrhundert
Pielenhofen gehörte zum Reichsstift Kaisheim. Der Ort war Teil des Kurfürstentums Bayern, bildete aber eine geschlossene Hofmark des Kaisheimischen Subpriorates Kloster Pielenhofen. Das Kloster wurde 1803 säkularisiert und 1838 von den Salesianerinnen gekauft, die ein Institut für höhere Töchter einrichteten.

### Ab dem 20. Jahrhundert
Im Rahmen der Gemeindegebietsreform war zunächst 1971 eine Verwaltungsgemeinschaft mit Pettendorf und Wolfsegg vorgesehen. Dazu kam es jedoch zunächst nicht. Im Jahre 1975 wurde diese Planung von der Regierung wieder aufgenommen und realisiert. Am 1. Mai 1978 wurde die Verwaltungsgemeinschaft Pettendorf, bestehend aus Pielenhofen, Pettendorf und Wolfsegg mit Sitz in Pettendorf, gegründet. Am 1. Januar 2002 wurde Pettendorf aus dieser Verwaltungsgemeinschaft entlassen und bildet seither eine Einheitsgemeinde. Der Verwaltungssitz der verbliebenen Gemeinschaft Pielenhofen-Wolfsegg wurde nach Wolfsegg verlegt.
Zum 1. Oktober 2009 wurde eine 1.251.554 Quadratmeter große Teilfläche des aufgelösten gemeindefreien Gebiets Schwaighauser Forst eingegliedert.
In der Klosterkirche hing jahrzehntelang ein Bild des als Kriegsverbrecher zum Tode verurteilten  Josef Kollmer in SS-Uniform.

### Einwohnerentwicklung
Die Gemeinde Pielenhofen hatte
- 1861: 883 Einwohner (342 Gebäude in zehn Orten)[9]
- 1871: 890 Einwohner (334 Gebäude, 150 Wohngebäude in zehn Orten)[10]
- 1900: 816 Einwohner (146 Wohngebäude)[11]
- 1925: 863 Einwohner (143 Wohngebäude)[12]
- 1950: 1116 Einwohner (148 Wohngebäude)[13]
- 1961: 995 Einwohner (177 Wohngebäude in zehn Orten)[14]
- 1970: 1051 Einwohner
- 1987: 1060 Einwohner (250 Gebäude mit Wohnraum, 346 Wohnungen)[15]
- 1991: 1090 Einwohner
- 1995: 1062 Einwohner
- 2000: 1145 Einwohner
- 2005: 1362 Einwohner
- 2010: 1414 Einwohner
- 2015: 1534 Einwohner
- 2020: 1612 Einwohner[16]

Zwischen 1988 und 2018 wuchs die Gemeinde von 1058 auf 1563 um 505 Einwohner bzw. um 47,7 %.
Der Ort Pielenhofen hatte
- 1861: 551 Einwohner, 197 Gebäude[9]
- 1871: 606 Einwohner, 203 Gebäude[10]
- 1900: 557 Einwohner, 95 Wohngebäude[11]
- 1925: 591 Einwohner, 95 Wohngebäude[12]
- 1950: 790 Einwohner, 97 Wohngebäude[13]
- 1961: 739 Einwohner, 127 Wohngebäude[14]
- 1987: 737 Einwohner, 169 Wohngebäude, 234 Wohnungen[15]

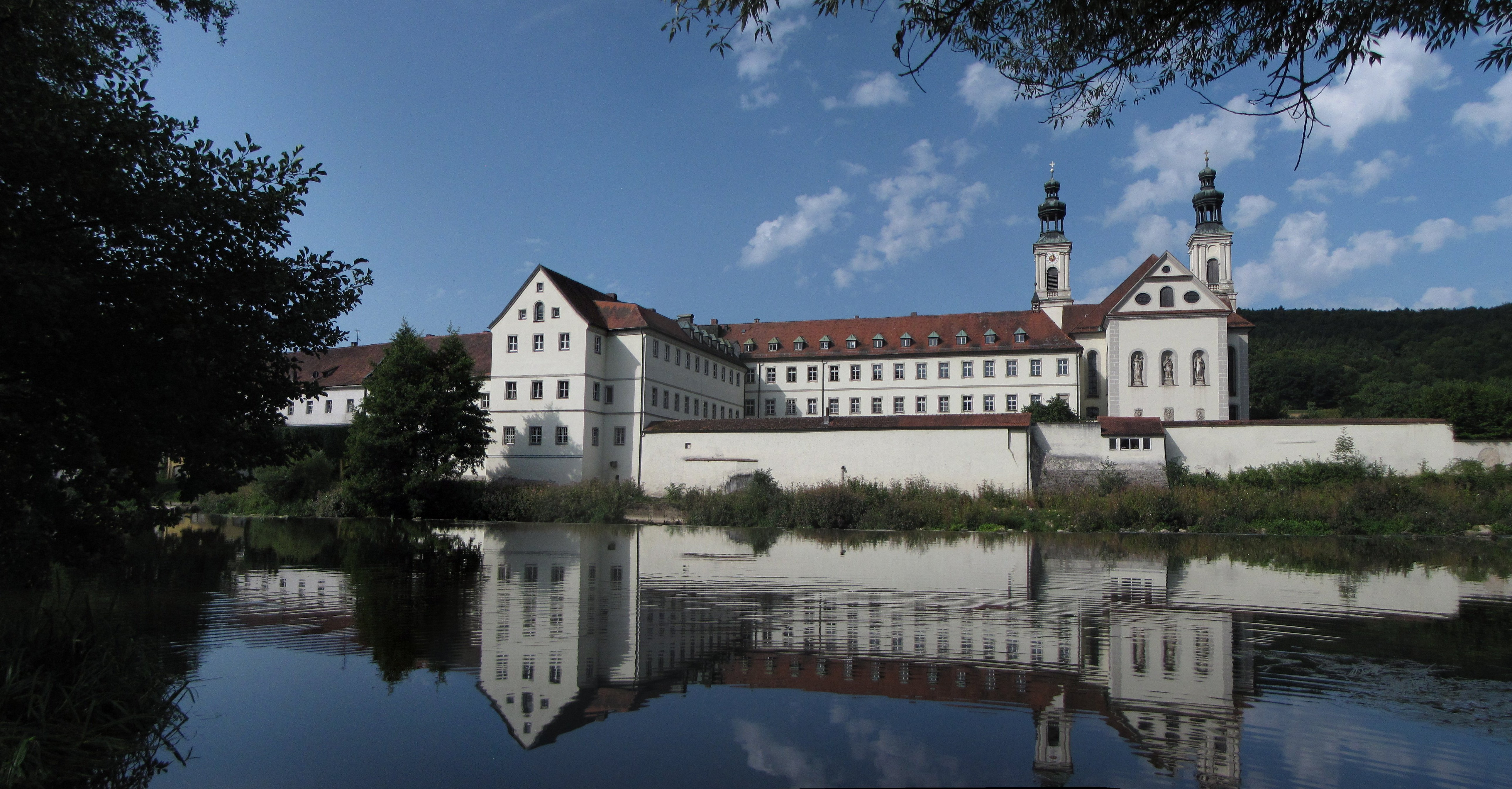
Kloster Pielenhofen
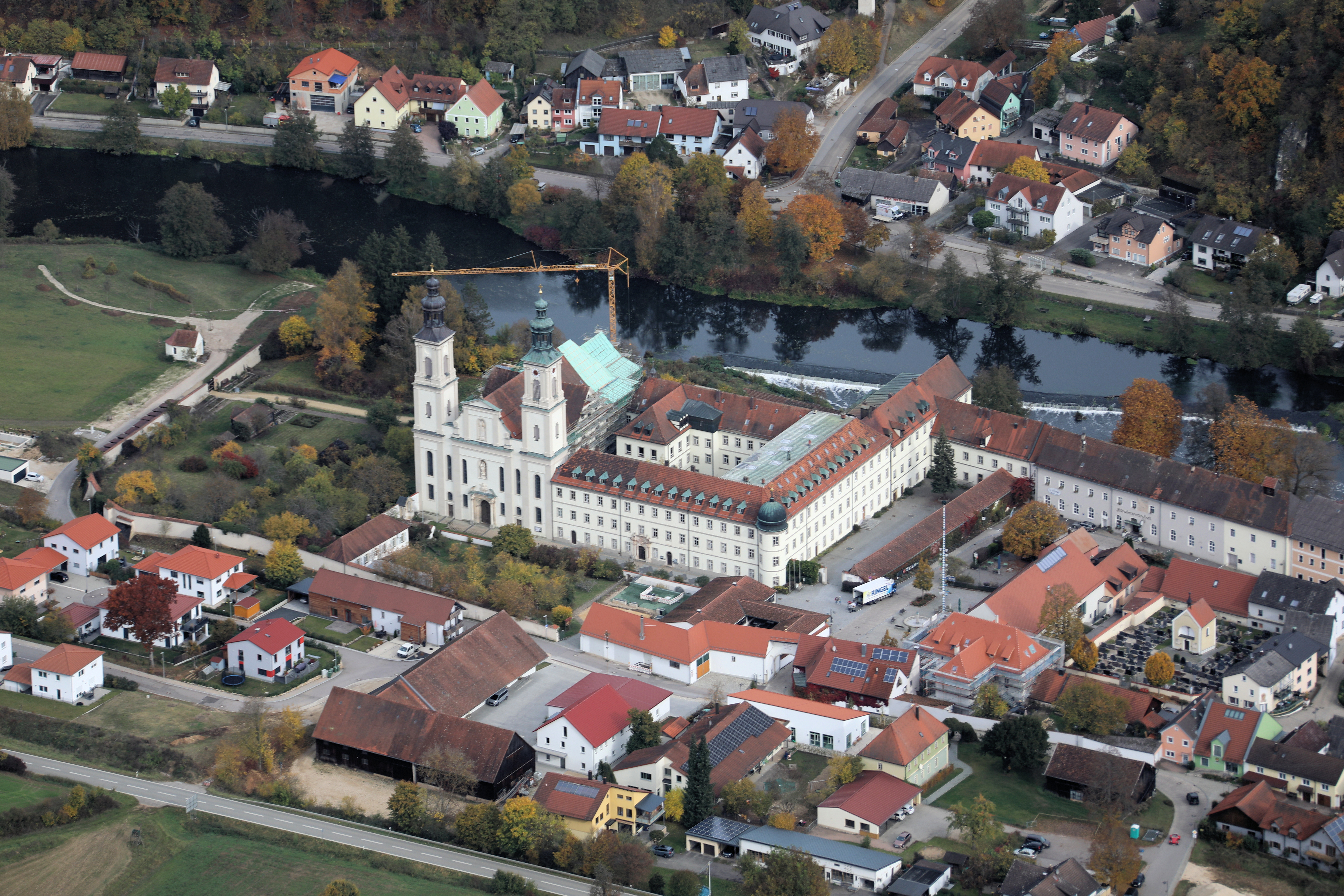
Kloster Pielenhofen (2023)
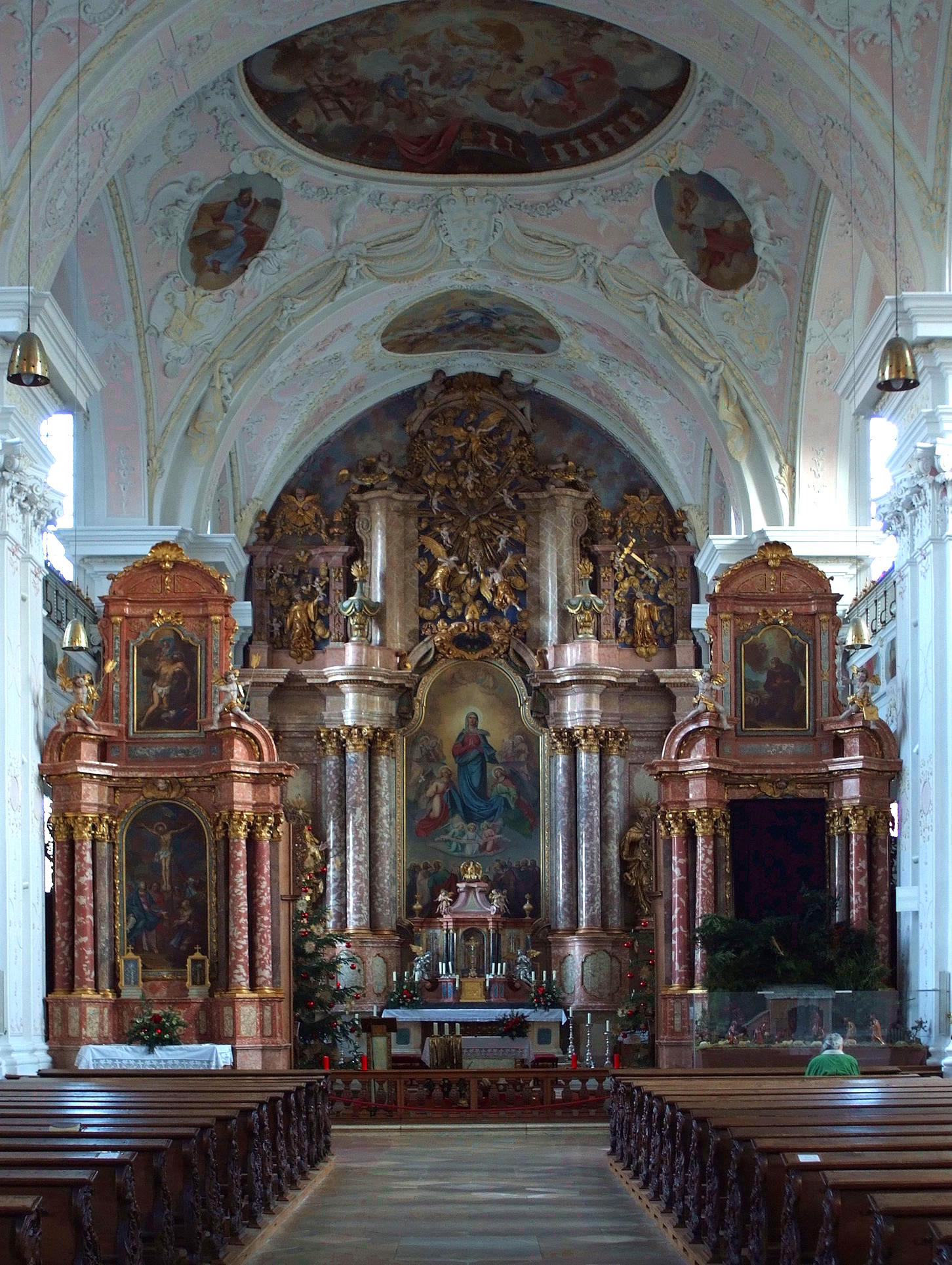
Innenansicht Klosterkirche
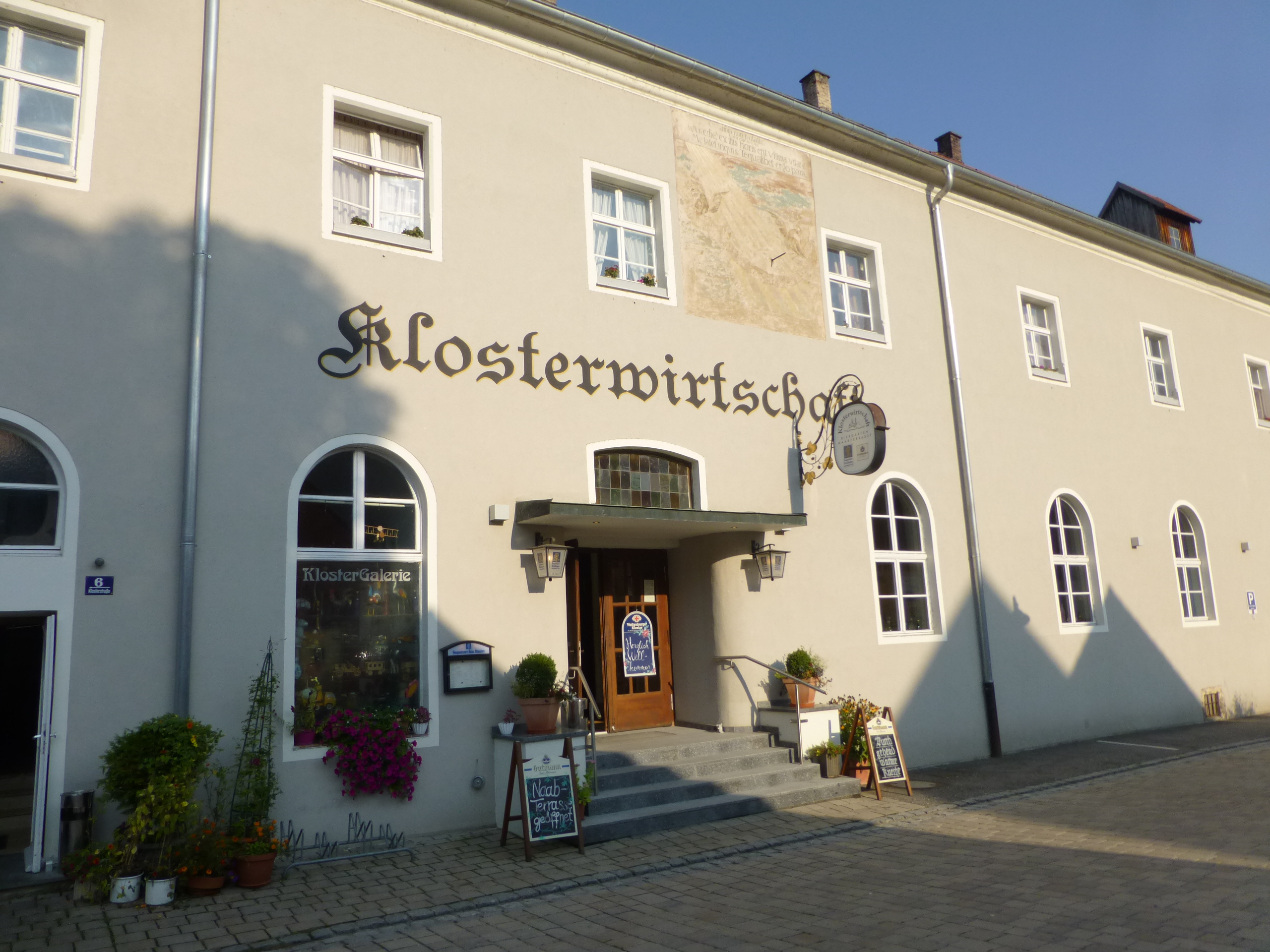
Klosterwirtschaft
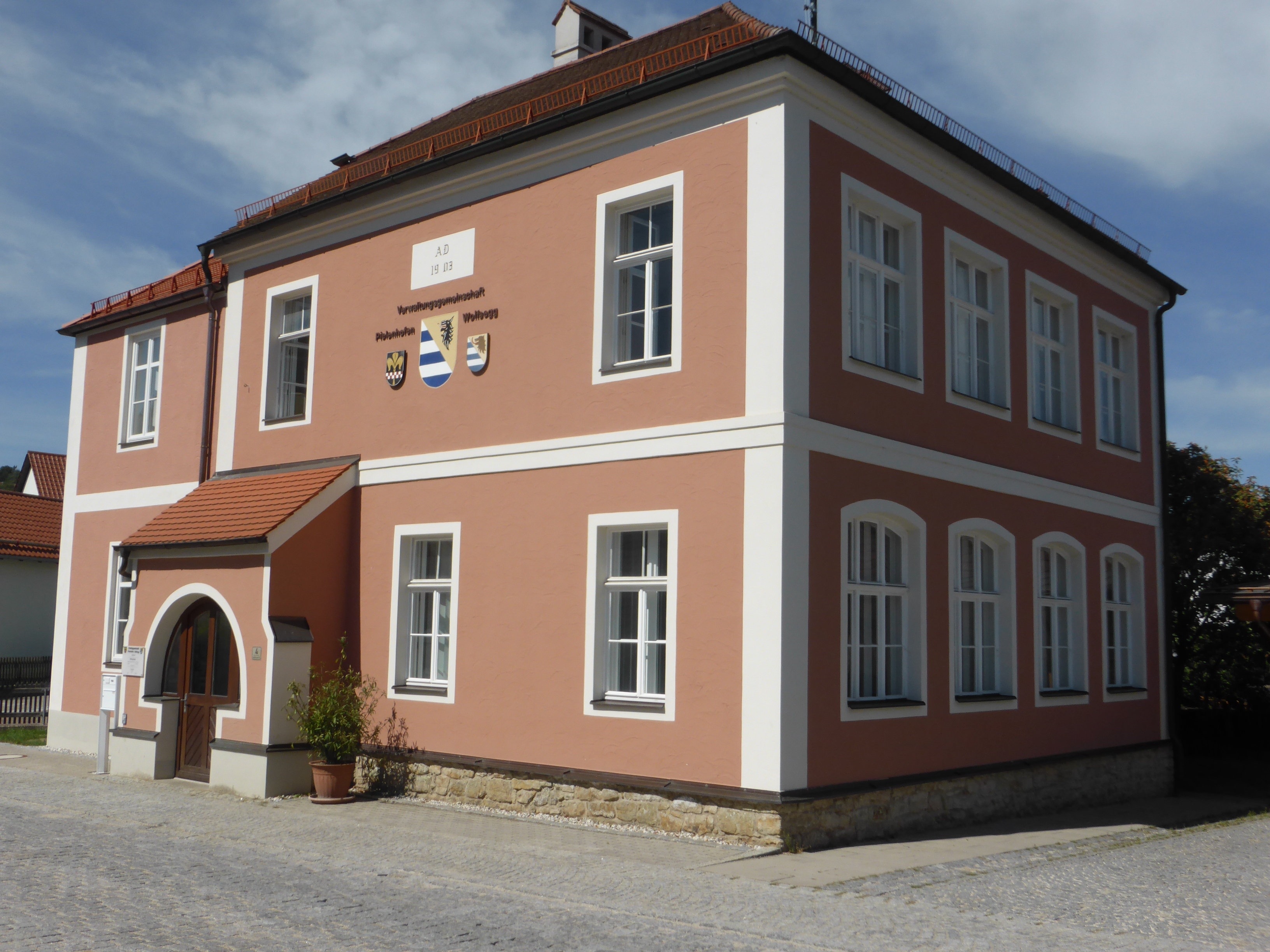
Gemeindekanzlei Wolfsegg-Pielenhofen

## Politik
- FW: 7
- CSU: 4
- Grüne: 1

CSU einschließlich FB

### Gemeinderat
Der Gemeinderat besteht aus 12 Mitgliedern. Bei der Kommunalwahl vom 15. März 2020 haben von den 1.230 stimmberechtigten Einwohnern in der Gemeinde Pielenhofen, 866 von ihrem Wahlrecht Gebrauch gemacht, womit die Wahlbeteiligung bei 70,41 Prozent lag.

### Bürgermeister
- 1990–2004: Franz Wittl
- 2004–2020: Reinhold Ferstl
- seit 2020: Rudolf Gruber (FW)

Bei der Kommunalwahl vom 15. März 2020 wurde Rudolf Gruber mit 62,76 % der Stimmen zum Ersten Bürgermeister gewählt.

### Wappen
| Wappen von Pielenhofen | Blasonierung: „In Schwarz ein goldener Lilienstengel, der unten von einem gesenkten, in zwei Reihen von Silber und Rot geschachten Balken überdeckt ist.“ |
| Wappen von Pielenhofen | Das Wappen wird seit 1970 geführt. |

### Gemeindepartnerschaften
- Crécy-la-Chapelle in Nordfrankreich
- Cerrione in Norditalien[20]

## Kultur

### Baudenkmäler
- Kloster Pielenhofen

### Bodendenkmäler
- Burgstall Lichtenroth

### Sport
(Quelle: )
- FC Pielenhofen/Adlersberg
- Reitsportclub Ziegelhof e. V.
- Turn und Sportverein Pielenhofen TSV

## Wirtschaft und Infrastruktur

### Wirtschaft einschließlich Land- und Forstwirtschaft
Im Jahre 2020 gab es 159 sozialversicherungspflichtig beschäftigte Arbeitnehmer am Arbeitsort. Diese teilen sich wie folgt auf:
- 0 Bereich der Land und Forstwirtschaft
- 31 produzierenden Gewerbe 31
- 48 Handel, Verkehr, Gastgewerbe
- 59 öffentliche und private Dienstleister
- 21 sonstige

Sozialversicherungspflichtig Beschäftigte am Wohnort gab es 691. Im verarbeitenden Gewerbe gab es einen, im Bauhauptgewerbe zwei Betriebe. Zudem bestanden im Jahr 2016 11 landwirtschaftliche Betriebe mit einer landwirtschaftlich genutzten Fläche von 376 Hektar. Davon waren 323 Hektar Ackerfläche.

### Behörden
- Außenstelle des Amtes für Ernährung, Landwirtschaft und Forsten Regensburg[22]

### Bildung
Im Schuljahr 2020/21 gab es folgende Einrichtungen:
- 2 Kindergärten und 1 Kinderhort mit 50 Plätzen[23][24]
- 1 Fachoberschule: eine Klasse mit 13 Schülern[16]
- 1 Realschule: privat mit sechs Klassen und 75 Schülern[16]

## Söhne und Töchter der Gemeinde
- Wolfram Menschick (1937–2010), Kirchenmusiker und Komponist von Kirchenmusik, Domkapellmeister in Eichstätt